# Santa Cruz (Armamar)
Santa Cruz es una freguesia portuguesa del concelho de Armamar, con 6,97 km² de superficie y 231 habitantes (2001). Su densidad de población es de 33,1 hab/km².